# Tormón
Tormón – gmina w Hiszpanii, w prowincji Teruel, w Aragonii, o powierzchni 29,34 km². W 2011 roku gmina liczyła 34 mieszkańców.